# Actias isis
Actias isis is een vlinder uit de onderfamilie Saturniinae van de familie nachtpauwogen (Saturniidae). De wetenschappelijke naam van de soort is, als Argema isis, voor het eerst geldig gepubliceerd in 1897 door Léon Sonthonnax.

## Synoniemen
- Argema latona Rothschild & Jordan, 1901
- Sonthonnaxia ignescens f. cotei Testout, 1945

## Ondersoorten
- Actias isis isis
- Actias isis pelengensis Paukstadt & Paukstadt, 2014[1]